# Dyckia brevifolia
Espèce
Classification APG III (2009)
Synonymes
- Dyckia gemellaria Baker ex Mez
- Dyckia princeps hort. ex Mez
- Dyckia sulphurea K.Koch

Dyckia brevifolia est une espèce de plantes de la famille des Bromeliaceae, endémique du Brésil et décrite en 1871.

## Synonymes
- Dyckia gemellaria Baker ex Mez
- Dyckia princeps hort. ex Mez
- Dyckia sulphurea K.Koch

## Distribution
L'espèce est endémique du sud du Brésil et se rencontre dans les États de Santa Catarina et de Paraná.

## Description
L'espèce est épilithique.